# Kamencultuur
De Kamencultuur is een archeologische cultuur uit de vroege ijzertijd (6-1e eeuw v.Chr.) waarvan de belangrijkste vondsten zijn gedaan in de kraj Altaj. De vindplaatsen van deze cultuur zijn typerend voor het Ob-plateau, de Koeloenda-vlakte, het noordelijke deel van het Biejsk-Tsjoemysj-hoogland, het zuiden van de oblast Novosibirsk en de rechteroever van de oblast Pavlodar.

## Geschiedenis van het onderzoek
De cultuur werd begin jaren tachtig gedefinieerd door Aleksej Oemanski en Vladislav Mogilnikov en vernoemd naar de site Kamen-II nabij Kamen aan de Ob. Oemanski identificeerde de volgende kenmerken van de Kamencultuur:
- semi-nomadische veeteelt met een overwicht van schapen in de kuddes en een grotere rol van vee dan bij de voorafgaande Bolsjeretsjecultuur, dat een complex, sedentair type economie had
- in vergelijking met de sites van de Pazyrykcultuur en de Bystrjankacultuur was er een ander begrafenisritueel: een familiaal karakter van de begrafenissen (grafheuvels met meerdere graven), de afwezigheid van paardengraven, intra-grafstructuren in de vorm van een frame gemaakt van halve boomstammen of steenplaten, de bijna volledige afwezigheid van wapens bij de begrafenissen, en een andere oriëntatie van de graven dan bij de Bolsjeretsjecultuur
- karakteristiek aardewerk: kannen met handvatten en aangeboetseerde oren, vaten met een nek, decoratiepatronen in de vorm van imitatie van de naden van leren vaten
- wijdverbreid gebruik van stenen rookvaten zonder poten

## Oorsprong van de cultuur
In de 6e eeuw v.Chr. werd het grondgebied van de bossteppe-Altaj op de linkeroever van de Ob bezet door stammen die verwant waren aan de Saken. Deze kwamen vanuit het grondgebied van het moderne Kazachstan en verdreven of onderwierpen de Bolsjeretsjecultuur.

## Levensstijl
Men hield zich bezig met nomadische veeteelt en het fokken van paarden, schapen en koeien. In de winter voedde het vee zich door tebenjovka, het winnen van gras onder de sneeuw. In de wintermaanden migreerde men in zuidwestelijke richting, naar het grondgebied van de oblast Pavlodar in het moderne Kazachstan, waar minder sneeuw lag. In de zomer trok men in noordoostelijke richting, naar de vochtiger Barnaoel-Ob-regio in de oblast Novosibirsk.
In de loop van de tijd schakelde een deel van de bevolking over naar een complexe, gevestigde economie, die onder meer verzamelen, jagen en vissen omvatte. Momenteel is er geen betrouwbare informatie over de aanwezigheid van landbouw, maar het bestaan ervan kan worden aangenomen op basis van de talrijke vondsten van graanmolens.
De nederzettingen zijn nog slecht onderzocht. De permanente woningen waren klein, rechthoekig, half-ingegraven met gangachtige uitgangen. Bewijs van bronsgieterij is te vinden in de nederzettingen. Men maakte kleine voorwerpen als messen, pijlpunten, en sieraden van brons. Het is niet bekend of ze zelf de ertsen van de Westelijke Altaj dielven. De productie van ijzer is niet vastgesteld. Talrijke vondsten van spilkransen wijzen op de ontwikkeling van het weven.
In het westen was er interactie met de Saken van de Tasmolacultuur, in het noorden met de Sargatcultuur, in het zuiden is er een duidelijke grens met de Pazyrykcultuur, en in het zuidoosten was er interactie met de Bystrjankacultuur. De grens tussen de Kamen- en Tagar-culturen was de ondoordringbare, met taiga begroeide Salairrug.

## Begrafenisritueel
De meest voorkomende vindplaatsen van de Kamencultuur in het bossteppegedeelte van Altaj zijn de grafheuvels. De heuvels worden in de regel in ketens in meridionale richting uitgestrekt. De grafheuvelvelden lagen meestal in de stroomgebieden. De grafheuvels bevatten meerdere graven: één heuvel kan maximaal 30 begrafenissen bevatten. De grafgiften omvatten voedsel (meestal vlees: lamsvlees, minder vaak paarden- of rundvlees), ijzeren messen en aardewerken vaten. Bij vrouwenbegrafenissen zijn versieringen gebruikelijk, bij mannenbegrafenissen gereedschappen. Wapens zijn relatief zeldzaam. De constructie van een graf was een lang proces dat tientallen jaren in beslag nam. In de beginfase van het creëren van de heuvel begroef men de doden in vlakgraven in een klein rond gebied, dat werd omsloten door een greppel. Kennelijk werden op zo’n begraafplaats leden van dezelfde familie begraven. In het graf werd een frame van palen of een klein frame van een of twee kronen, eveneens bedekt met palen, gebouwd. Na de begrafenis van een belangrijk persoon, of het bereiken van een bepaald aantal begrafenissen, werd er over zo’n familiebegraafplaats een aarden heuvel gebouwd. De grootste heuvels kunnen een diameter bereiken van meer dan 100 m en een hoogte tot 4 m. 
De bekendste sites van de Kamencultuur zijn de Novotroitski-necropolis (omgeving van het dorp Novotroitskoje, district Talmenski van de kraj Altaj), Boegry (omgeving van het gelijknamige dorp in het district Roebtsovski), Pjatkov Log-1 (district Voltsjichinski). Alle grote grafheuvels werden in de oudheid, of aan het begin van de 18e eeuw, leeggeroofd.